# Don Bartlett
Donald Brian Bartlett, detto Don (Gander, 1º aprile 1960), è un giocatore di curling canadese.

## Biografia
Partecipò all'età di 41 anni ai XIX Giochi olimpici invernali edizione disputata a Salt Lake City (Stati Uniti d'America) nel 2002, riuscendo ad ottenere la medaglia d'argento nella squadra canadese con i connazionali Carter Rycroft, Don Walchuk, Ken Tralnberg e Kevin Martin.
Nell'edizione la nazionale norvegese ottenne la medaglia d'oro, la svizzera quella di bronzo.